# Alfred Ter-Mkrtchyan
Alfred Ter-Mkrtchyan (n. 19 martie 1971, Teheran, Iran) este un luptător de a reprezentat Echipa Unificată și Germania, medaliat olimpic. A participat la 3 ediții ale Jocurilor Olimpice (1992, 1996, 2000) în care a câștigat o medalie de argint.